# Šime Dunatov
Šime Dunatov (Preko, otok Ugljan, 18. rujna 1907. – Zadar, 5. lipnja 1997.) je hrvatski kazališni redatelj.
Rodio se u Preku na otoku Ugljanu. U Šibeniku je pohađao klasičnu gimnaziju. Diplomirao je Klasičnu filologiju i Hrvatski jezik na Filozofskom fakultetu u Zagrebu. 
Predavao je na dominikanskoj klasičnoj gimnaziji u Bolu na Braču te na nadbiskupskoj klasičnoj gimnaziji u Šibeniku. Kao učitelj bio je poznati motivator. Svaki mu je školski sat bio predstava, potičući đake na čitanje. Radeći s gimnazijskim družinama stekao je kazališno iskustvo. Potkraj 1944. otišao je u Zadar.
U Zadru je svoje kazališno znanje pružio pristižućim partizanskim amaterskim skupinama koje su nadolazile. Od njegova dolaska amaterski se rad zamjenjuje profesionalnom organizacijom rada. Cijelo se je desetljeće dramski i glazbeni repertoar Narodnog kazališta oslanjao se na veliku radnu energiju Dunatova. Bio je kazališna legenda grada Zadra. Četrdeset je godina bio nazočan u profesionalnome i amaterskome zadarskim kazališnim krugovima i jedan od tvoraca zadarskog kulturnog identiteta svojega vremena. Godine 1955., je iz nekog razloga napustio zadarsko kazalište. 
Važio je kao veliki kazališni zanesenjak, služio se mediteranskim tekstovima. "Njegovao je scenski izraz tradicionalnih prikazivačkih konvencija, u kome je bitna jasna artikulacija dramskog sukoba, povišeni glumački patos, bogato oslikani dekor, snažni kontrasti i neposredan komunikacijski kontakt s publikom."
U jednom svom govoru hrvatski književnik Ante Stamać je istaknuo da su na njegov književni rad utjecali Šime Dunatov, Marijan Matković i Jure Kaštelan.
Odlikovan je Redom Danice hrvatske s likom Antuna Radića (1995.).